# Lethades erichsonii
Lethades erichsonii är en stekelart som beskrevs av Hinz 1996. Lethades erichsonii ingår i släktet Lethades och familjen brokparasitsteklar. Inga underarter finns listade i Catalogue of Life.